# Värnamovisan
Värnamovisan är en traditionell melodi av okänd upphovsman. Den har fått sitt namn efter en text med inledningsorden ”Jag sjunger till positivets toner” som också kallas ”I Apladalen i Värnamo” och skrevs av bagaren Arvid Lindström och brevbäraren Adil Algot Fogelberg (född 3 juli 1877, död 14 juni 1935), båda från Värnamo.
Lindströms och Fogelbergs text skrevs till en basar anordnad av Nationalgodtemplarorden i Värnamo 1896. Sången publicerades bland annat 1934 i Från gamla, glada tider.

## Melodin
Visan sjungs till en melodi som användes till skillingtryck som Amanda och Herman och Sista brevet från Liikavaara-Frans. Utöver detta är melodin flitigt använd i olika snapsvisor.

## Inspelningar
- 1937 - Värnamovisan "I Appladalen (!) i Värnamo" (Arr. Waldimir); Smålandssången "Röd lyser stugan" (Ivar Widéen -- Linnéa Andrén). HMV, 1937 på Svensk mediedatabas
- 1942 - a) O, Susanna b) Visan om igelkottaskinnet ; a) Värnamovisan b) I Smålan', där mår man så gött. HMV, 1942 på Svensk mediedatabas

## Filmografi
- Skepparkärlek (1931) på Svensk Filmdatabas
- Åsa-Hanna (1946) på Svensk Filmdatabas
- Lata Lena och blåögda Per (1947) på Svensk Filmdatabas
- Bock i örtagård (1958) på Svensk Filmdatabas
- Guldgrävarna (1959) på Svensk Filmdatabas